# Zagymnus rugicollis
Zagymnus rugicollis är en skalbaggsart som beskrevs av Chemsak och Linsley 1968. Zagymnus rugicollis ingår i släktet Zagymnus och familjen långhorningar.
Artens utbredningsområde är Belize. Inga underarter finns listade i Catalogue of Life.